# Dubrowka (Kaliningrad, Bagrationowsk)
Dubrowka (russisch Дубровка, deutsch Görken, Klaussen und Pilzen, Kreis Preußisch Eylau) ist der gemeinsame Name dreier ehemals eigenständigen Orte in der russischen Oblast Kaliningrad (Gebiet Königsberg). Dubrowka gehört zur Dolgurokowskoje selskoje posselenije (Landgemeinde Dolgorukowo (Domtau)) im Rajon Bagrationowsk (Kreis Preußisch Eylau) und liegt etwa 45 Kilometer südlich von Kaliningrad.

## Geographische Lage
Dubrowka liegt etwa zwei Kilometer nördlich der Grenze zu Polen westlich der Rajonshauptstadt Bagrationowsk (Preußisch Eylau) unmittelbar am süd-/südöstlichen Rande des ehemaligen Truppenübungsplatzes Stablack. Die nächste Bahnstation ist Bagrationowsk, Endstation an einer von Kaliningrad (Königsberg) kommenden Bahnstrecke (Teilstück der früheren Ostpreußischen Südbahn). Bis 1945 war auch Stablack (heute russisch: Dolgorukowo) Bahnstation, die an der Strecke von Heiligenbeil (russisch: Mamonowo) über Zinten (Kornewo) nach Preußisch Eylau (Bagrationowsk) lag, heute aber nur noch im letzten Teilstück für Militärverkehr genutzt wird.

## Geschichte der Orte

### Bis 1945
Der vor 1945 Görken genannte Ortsteil Dubrowkas liegt sieben Kilometer von Bagrationowsk (Preußisch Eylau) entfernt an einer Nebenstraße, die von der Rajonshauptstadt über Dolgorukowo (Domtau) nach Pogranitschnoje (Hussehnen) führt. Das Gutsdorf kam 1874 zum neu errichteten Amtsbezirk Dexen (heute russisch: Nagornoje) im Landkreis Preußisch Eylau im Regierungsbezirk Königsberg der preußischen Provinz Ostpreußen. Im Jahre 1910 lebten hier 99 Einwohner. Am 30. September 1928 verlor Görken seine Eigenständigkeit und wurde in die Landgemeinde Graventhien (russisch bis 1992: Kamyschewo, seither Awgustowka) eingegliedert, die ab 1930 vom Amtsbezirk Dexen zum Amtsbezirk Wogau (russisch: Lermontowo) kam. Infolge des Zweiten Weltkrieges kam Görken 1945 zur Sowjetunion und erhielt 1946 die russische Bezeichnung „Dubrowka“.
Der zweite und früher Klaussen genannte Ortsteil Dubrowkas liegt acht Kilometer westlich von Bagrationowsk (Preußisch Eylau) und ist über Görken an der Nebenstraße von Bagrationowsk nach Pogranitschnoje (Hussehnen) oder über Dubrowka/Pilzen an der Nebenstraße von Nagornoje (Roditten) nach Tschapajewo (Schlauthienen) zu erreichen. Im Jahre 1874 wurde Klaussen in den Amtsbezirk Dexen (russisch: Nagornoje) im Landkreis Preußisch Eylau im Regierungsbezirk Königsberg der preußischen Provinz Ostpreußen eingegliedert und blieb bis 1945 zugehörig. Im Jahre 1910 waren in Klaussen 90 Einwohner registriert. Im Jahr 1933 lebten hier noch 81 Menschen, und 1939 betrug ihre Zahl 84.
Seit 1945 der Sowjetunion zugehörig erhielt Klaussen 1946 wie Görken die russische Bezeichnung „Dubrowka“.
Der ehedem Pilzen genannte Ortsteil Dubrowkas liegt neuen Kilometer westlich von Bagrationowsk (Preußisch Eylau) an einer Nebenstraße, die Nagornoje (Roditten) mit Tschapajewo (Schlauthienen) verbindet. Am 6. März 1876 erst wurde aus dem Vorwerk Pilzen der Gutsbezirk Pilzen gebildet und in den Amtsbezirk Dexen (russisch: Nagornoje) im Landkreis Preußisch Eylau im Regierungsbezirk Königsberg der preußischen Provinz Ostpreußen eingegliedert. Im Jahre 1910 lebten 79 Menschen in Pilzen. Am 30. September 1928 gab Pilzen seine Selbständigkeit auf und wurde nach Klein Dexen (russisch: Furmanowo) eingemeindet. Seit 1945 zur Sowjetunion zugehörig erhielt Pilzen 1946 wie Görken und Klaussen die russische Bezeichnung „Dubrowka“.

### Seit 1946
Die drei 1946 zur neuen Ortschaft Dubrowka vereinigten Dörfer Görken, Klaussen und Pilzen gehörten bis zum Jahr 2009 zum Orechowski sowjet (Dorfsowjet Orechowo (Althof)). Danach kam Dubrowka aufgrund einer Struktur- und Verwaltungsreform zur neu gebildeten Dolgorukowskoje selskoje posselenije (Landgemeinde Dolgorukowo (Domtau)) im Rajon Bagrationowsk.

## Kirche
Die vor 1945 überwiegend evangelischen Einwohner in Görken, Klaussen und Pilzen waren bis 1937 in das Kirchspiel Klein Dexen (russisch: Furmanowo), danach bis 1945 in das Kirchspiel Stablack (Dolgorukowo) eingepfarrt. Beide lagen im Kirchenkreis Preußisch Eylau (Bagrationowsk) innerhalb der Kirchenprovinz Ostpreußen der Kirche der Altpreußischen Union. Letzter deutscher Geistlicher in Klein Dexen und Stablack war Pfarrer Franz Kolaß.
Heute liegt Dubrowka im Einzugsgebiet der evangelisch-lutherischen Dorfkirchengemeinde in Gwardeiskoje (Mühlhausen). Sie ist Filialgemeinde der Auferstehungskirche in Kaliningrad (Königsberg) und gehört zur Propstei Kaliningrad in der Evangelisch-lutherischen Kirche Europäische Russland (ELKER).

## Persönlichkeit des Ortes
- Wolfgang Kapp (1858–1922), Gutsherr auf Pilzen
- Therese Deutsch (1870–nach 1932), Politikerin (DNVP), Mitglied des Preußischen Landtags